# Islám v Bhútánu
Islám v Bhútánu jako své náboženství údajně vyznává 5 % tamní populace. Nicméně je u tohoto čísla uvedena poznámka, která varuje, že jde o nespolehlivou statistickou metodu. The World Factbook tvrdí, že muslimové se podílejí na zdejší populaci méně než 1 %. V roce 2009 organizace Pew Research Center odhadovala muslimskou populaci na 1 % čili 7 000 lidí. Bhútán však jako náboženství uznává pouze buddhismus a hinduismus, islám uznáván není.